# 공포의 묘지 (2019년 영화)
《공포의 묘지》(영어: Pet Sematary)는 2019년 개봉된 미국의 초자연 공포 영화이다. 케빈 콜쉬와 데니스 위드미어가 감독을 맡았다. 미국의 작가 스티븐 킹이 1983년에 발표한 동명의 공포 소설을 원작으로 하여 제작되었으며, 소설의 두 번째 영화화된 작품이다.

## 출연

### 주연
- 제이슨 클락
- 존 리스고
- 에이미 세이메츠
- 주테 로랑스

### 조연
- 마리아 헤레라
- 알리사 브룩 레빈
- 나오미 프레넷

## 기타
- 원작자: 스티븐 킹
- 미술: 토드 체미아스키
- 세트: 앤 스마트
- 특수효과: 루이스 크렉
- 의상: 시모네타 마리아노